# Классифайд
Классифайд (англ. classified — «классифицированный») — рубричная реклама, ресурс тематических объявлений с предложениями от физических и юридических лиц.
Недорогая и доступная начинающим предпринимателям рубричная реклама — один из важнейших факторов существования фундамента экономики – малого и среднего бизнеса. Она же обслуживает и неделовой частный сектор «покупки – продажи – обмена».
Разделы «классифайд» процветающих рынков полны коммерческих объявлений. А в кризис число рекламодателей в средствах массовой информации (СМИ) резко падает. Зато множатся объявления разделов «Ищу работу», «Помогу вернуть кредит», «Услуги банкротства» и так далее. Поэтому рубричная реклама — чёткий индикатор состояния национальной экономики. 

## История рубричных объявлений
Первые рукописные проторубричные объявления появились с развитием письменности и обнаруживаются уже на папирусах египтян и древних греков. Например, под заголовком «Разыскиваются» в Древней Греции на физических досках объявлений вывешивались обещания награды за возвращение беглых рабов.
Первые известные объявления под рубрикой «Требуется» датируются X в. до нашей эры.

## Печатные объявления Европы
Мощный толчок рубричной рекламе дало изобретения книгопечатания. И одним из первых рекламируемых товаров стали сами книги.
Уже в 1498 г. венецианский типограф и ученый Альд Мануций издал каталог пятнадцати отпечатанных книг, в котором было их подробное описание. В 1500 г. в германском Меммингеме издается каталог уже двух сотен книг.
А первое известное газетное объявление, хранящееся ныне в Британском музее, появилось в немецком сборнике новостей в 1591 г. Это было объявление о продаже книги.
В 1611 г. в Англии выдан королевский патент на создание информационного агентства.
С 1625 г. начали появляться рекламные объявления в Англии. И в этом же году французский врач Теофраст Ренодо открыл в Париже бюро спроса и предложения, а с 1633 г. стал публиковать частные объявления — рукописные желания и предложения жителей.
С великими географическими открытиями и притоком колониальных товаров в Англии наблюдается резкий всплеск печатной рекламы.
В 1667 году был относительно успешен почтовый каталог семян английского садовника Уильяма Лукаса. Быстрому расширению метода помешали длительность доставки, утеря корреспонденции и другие недостатки тогдашней британской почты.
В 1680 г. появилась первая рекламная иллюстрация — гравированный оттиск индийского фонтана в привлекавшей посетителей английской таверне. А с 1702 года наблюдаются первые иллюстрации (рисунок машины-шоколадницы) в английских еженедельных газетах.
Начавшаяся с 1740 года промышленная революция в Англии дала новый ряд рекламных инноваций:
- цветные иллюстрации;
- появление иллюстрированных журналов;
- рубричная реклама;
В 1774 г. журнал «Фермер» открыл целую серию рекламных публикаций: хозяйственные машины, списки производителей. Однако рубричная реклама всё ещё выглядела монотонно.
В начале XIX в. выходит в свет первый иллюстрированный журнал Европы «Журнал за пенни», тираж которого к концу 1832 г. достиг 200 тысяч экземпляров. 
А с развитием в середине XIX века техники литографии и многоцветной печати рубричные издания постепенно становятся большими и иллюстрированными.

## Расцвет рубрично-каталожной рекламы в США
В так называемый Позолоченный век (англ. Gilded Age) — эпоху быстрого роста экономики и населения после гражданской войны и реконструкции Юга мировое экономическое лидерство начало смещаться в Северную Америку. США перестают нуждаться в импорте, а наоборот, усиливают экспорт американских товаров в Европу. А национальные производители все больше средств выделяют на создание качественной рекламы и рекламные инновации.
Уже в 1704 г. в американском Бостоне, соперничавшем в те времена с Филадельфией за право называться самым большим городом США, появилась газета Boston News Letter. Первый же номер сообщил:
«Эта газета издается один раз в неделю, и все, кто имеет дома, земли, постройки, фермы, корабли, лодки, товар на продажу или под наём, а также сбежавших слуг, украденные или потерянные вещи, могут опубликовать об этом сообщение за весьма умеренную цену в 12 пенсов и пять шиллингов».
В 1789 г. Independent Gazette в Нью-Йорке опубликовала в номере целых 34 рубричных объявления. Далее спрос на маленькие объявления лишь рос.
В 1839 г. New York Sun сгруппировала все мелкие объявления «Требуется» в первый американский раздел рубричной рекламы. 
1841 г по праву считается ключевым в истории американской рекламы – рекламный агент Волни Палмер (Palmer) открыл первое рекламное агентство в Бостоне, а два года спустя его филиалы появились  в Филадельфии и Нью-Йорке. Палмер работал не только как посредник между газетами и рекламодателями, он сам разрабатывал рекламную концепцию для печатных СМИ. 
Конец XIX века ознаменовался активными усилиями правительства США по упорядочиванию торговых марок. С 1872 г все торговые знаки регистрируются Департаментом патентов и торговых знаков США (U. S. Patent and Trademark office). Из нынешних всемирно известных брендов первыми были зарегистрированы газировка «Coca-Cola» (1887 г) и овсяные хлопья  «Quaker Oats» (1895 г). 
В том же 1872 году в крупнейшем железнодорожном узле Америки — Чикаго началась рассылка первого американского «каталога» из 163 товарных позиций, созданного лично 27-летним жителем Аароном Монтгомери Уордом. Впрочем «изобретателем нового метода продаж» принято считать не Уорда, а самого Бенджамина Франклина, начавшего рассылать потенциальным покупателям список новинок своего издательства в 1774. 
В 1891 году выходит первый каталог конкурента Уорда и будущего крупнейшего каталожного предприятия мира — Sears, Roebuck & Company. 
В 1893 году благодаря идеям Уорда и давней дружбе с грейнджерами (влиятельнейшей организацией — орденом покровителей земледелия) в США принят закон о бесплатной доставке почты в сельскую местность 
А с 1904 года почта США начинает доставлять посылки — невероятное нововедение, которое оценят начнут использовать (примерно с 1910 года) всех крупные страны. 
Таким образом, уже к концу XIX — началу века в американском рекламном бизнесе обращались миллионы долларов. С этого времени мощная рекламная индустрия становится неотъемлемой частью экономического прогресса США. 

## Рубричная реклама царской России
В России первой и единственной отечественной газетой долго оставались основанные указом Петра I-го в 1702 (1703) г. официальные «Ведомости». Изначально газета лишь информировала о новостях русской и зарубежной жизни и пропагандировала собственную политику России.
В середине XVIII в. печатались уже две центральные газеты с рубричными объявлениями – «Санкт-Петербургские ведомости» (с 1728 по 1914 год — «С.-Петербургскія Вѣдомости», с 1914 по 1917 год — «Петроградскія Вѣдомости») и «Московские ведомости» (1756—1917).
Поначалу отдел объявлений «Санкт-Петербургских ведомостей» в основном занимали списки изданий Академии наук. Но доход с продаж не покрывал расходов издания. Поэтому в разделе «Для известия» под рубриками: «Продажи», «Подряды», «Отъезжающие» печаталось всё больше коммерческих объявлений.
В итоге раздел выделился в специальное приложение – «суплемент», публиковавшее извещения о банкротствах, взыскании векселей кредиторами, принудительных распродажах имущества. И уже к середине XVIII в. площади объявлений и редакционных сообщений в «Санкт-Петербургских ведомостях» сравнялись.
Начало XIX в. ознаменовалось оживлением газетного дела. В 1809 выходит «Северная почта» — официальный орган почтового департамента министерства внутренних дел (впервые с подзаголовком) «газета». Возникают первые провинциальные («Казанские известия», 1811—20) и некоторые специальные, коммерческие («Санкт-Петербургские коммерческие ведомости», 1802—10, «Санкт-Петербургские сенатские ведомости», 1809—93, и др.),а с 1-й половины XIX в. — первые частные газеты. С тех пор рубричная реклама стала мощным рупором экономической и культурной жизни дореволюционной России.

## Рубричная реклама СССР
Октябрьская революция 1917 года с последующей монополизацией прессы и годами военного коммунизма стали началом конца рубричной рекламы в СССР. Декрет от 7 (20) ноября 1917 г. о введении государственной монополии на объявления фактически уничтожил рынок коммерческой рекламы. Рубричные объявления быстро исчезли, сменившись краткими, чисто информационными сообщениями.
Период НЭПа 1921-1928 гг стал кратким «ренессансом буржуазности». Новые власти, поняв, что экономику без «частника» не поднять, вновь ненадолго позволили работать рынку. Пресса НЭПа вновь запестрела рекламой товаров мелких лавочников: папирос «Наша марка», воротничков, чулков, галош, косметики…
Но последующие годы начавшейся в 1929 г сталинской коллективизации, Великой Отечественной войны (1941-1945) и послевоенного восстановления добили коммерческую рекламу в СССР окончательно. Несмотря на то, что к 1962 Советский Союз превратился в одного из крупнейших издателей мира и по темпам роста числа изданий опередил многие страны, реклама играла в прессе и, как следствие, в экономике крайне незначительную роль.
Лишь в 1968 г постановление ЦК КПСС «О повышении роли районных газет в коммунистическом воспитании трудящихся» разрешило районным газетам публиковать рекламу объёмом до 25 % площади последних полос. Так рекламные объявления вновь начали появляться в СМИ, в основном, местных. Это позволило дополнительно финансировать газетное производство и направлять в фонд заработной платы до 30% доходов с рекламных материалов.
Но в экономике дефицита при отсутствии не только конкуренции, но зачастую и самих товаров, роль рекламы оставалась незначительной. Редкие рекламные обращения, вроде «Летайте самолетами Аэрофлота!» или «Храните деньги в сберегательной кассе!» погоды не делали.
Вновь начала развиваться рекламная деятельность в СССР с 1986 г.. — с допуска в советскую экономику кооперативного движения. Предприниматели были вынуждены искать друг друга сначала простыми объявлениями, а затем постепенно осваивая более сложные рекламные приёмы.

## Рубричная реклама постсоветской России
С распадом СССР в 1991 до начала 2000-х гг рубричная реклама печатных СМИ России прошла период бурного возрождения. Ему способствовали параллельно идущие процессы настольного книгоиздательства и компьютеризации полиграфии, в основном завершившиеся уже к концу XX века.
Типичный пример отечественного печатного классифайда тех лет — издававшаяся с 1992 по 2016 гг газета «Из рук в руки».

## Современный онлайн-классифайд
Для периода с начала 2000х по наше время характерно в целом синхронное развитие основных средств и форм рекламы в России по отношению к остальным странам мира. Так причиной глобального заката и закрытия печатных классифайдов стало развитие с конца XX — начала XXI века интернет-СМИ.
Одним из первых онлайн-классифайдов считается запущенный в 1995 году сайт Craigslist.org.